# 아이리버 울랄라
아이리버 울랄라(영어: iriver ULALA)는 2013년 1월 아이리버에서 출시한 보급형 스마트폰이다.

## 듀얼 USIM
가장 큰 특징인 듀얼 USIM 기능은 해외 출장이 잦은 직장인에게 매우 유용한 기능이다. 국내에서 사용하는 통신 기법의 USIM과 해외에서 사용하는 통신 기법의 USIM을 각각 사용하여, 해외 로밍 요금을 절약할 수 있다.